# Hermínia da Cruz Fortes
Hermínia da Cruz Fortes, més coneguda com a Hermínia d'Antónia de Sal, (17 de setembre de 1941 - 7 de febrer de 2010) era una cantant de Cap Verd.

## Biografia
Era cosina de Cesária Évora, filla d'António da Rocha Évora i Antónia da Cruz Fortes. Va néixer a l'illa de São Vicente, va perdre la seva mare quan tenia dotze anys, i després va viure amb la seva tia a l'illa de Sal. Va tornar a la seva illa nativa als 33 anys, i va tenir l'oportunitat de guanyar-se la vida cantant, enregistrant diverses cançons morna als estudis de Rádio Clube do Mindelo.
També havia treballat en actuacions especials amb la seva cosina Cesária a l'Hotel de Porto Grande, que era el més gran en la ciutat de Mindelo. Tot i que va començar quan era una nena, Hermínia d'Antónia no va enregistrar un àlbum fins als 53 anys, i ho va fer amb el músic Vasco Martins.
Després d'enregistrar el seu àlbum, va començar actuant a Bèlgica, Costa d'Ivori, Espanya, França, els Països Baixos, Itàlia, Portugal i el Senegal.
Va ser considerada un dels intèrprets més grans de música de l'arxipèlag. Hermínia da Cruz Fortes va morir d'una malaltia llarga als 68 anys. Hermínia va presentar només el seu àlbum Coraçon, que va ser arranjat per Voginha.